# Abtin
Abtin (arab. عبطين) – miejscowość w Syrii, w muhafazie Aleppo. W 2004 roku liczyła 
3081 mieszkańców.